# ناقد فني

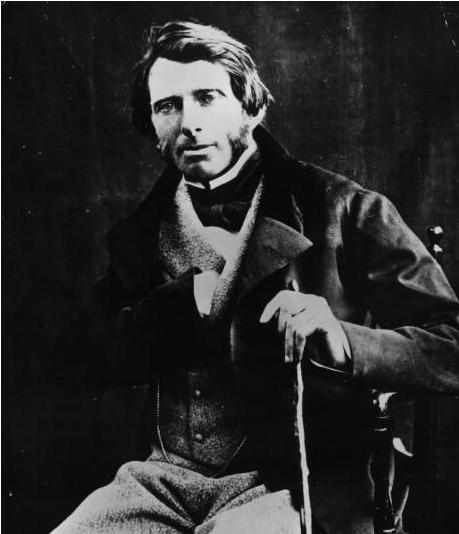
جون روسكين (1819-1900) ، ج 1870. وصف ليو تولستوي روسكين بأنه «واحد من هؤلاء الرجال النادرين الذين يفكرون بقلبهم».

الناقد الفني هو شخص متخصص في تحليل الفن وتفسيره وتقييمه. تساهم انتقاداتهم أو مراجعاتهم المكتوبة في فنون النقد ويتم نشرها في الصحف والمجلات والكتب وكتيبات المعارض والكتالوجات وعلى مواقع الويب. يستخدم بعض نقاد الفن اليوم مدونات فنية ومنصات أخرى عبر الإنترنت من أجل التواصل مع جمهور أوسع وتوسيع النقاش حول الفن .
بشكل مختلف عن تاريخ الفن، لا يوجد تدريب مؤسسي لنقاد الفن (مع استثناءات قليلة فقط)؛ يأتي نقاد الفن من خلفيات مختلفة وقد يكونون أو لا يكونون مدربين في الجامعة. من المتوقع أن يكون لدى نقاد الفن المحترفين اهتمام شديد بالفن ومعرفة دقيقة بتاريخ الفن. عادة ما ينظر الناقد الفني إلى الفن في المعارض أو المتاحف الفنية أو المتاحف أو مراسم الفنانين ويمكن أن يكونوا أعضاء في الرابطة الدولية لنقاد الفن التي لديها أقسام وطنية. نادرًا ما يكسب النقاد الفنون قوتهم من كتابة النقد.
آراء نقاد الفن لديها القدرة على إثارة النقاش حول المواضيع ذات الصلة بالفن. ونتيجة لذلك، تضيف وجهات نظر نقاد الفن الكتابة للمنشورات الفنية والصحف إلى الخطاب العام بشأن الفن والثقافة. غالبًا ما يعتمد هواة جمع الفنون ورعاتهم على نصيحة هؤلاء النقاد كوسيلة لتعزيز تقديرهم للفن الذي يشاهدونه. لم يعترف النقاد الفنيون في وقتهم بالكثير من الفنانين المشهورين والمشاهير الآن، غالبًا لأن فنهم كان بأسلوب لم يتم فهمه أو تفضيله بعد. على العكس من ذلك، أصبح بعض النقاد مهمين بشكل خاص للمساعدة في شرح وتعزيز الحركات الفنية الجديدة — روجر فراي مع حركة ما بعد الانطباعية ، لورانس ألواي مع فن البوب كأمثلة.

## معرض صور

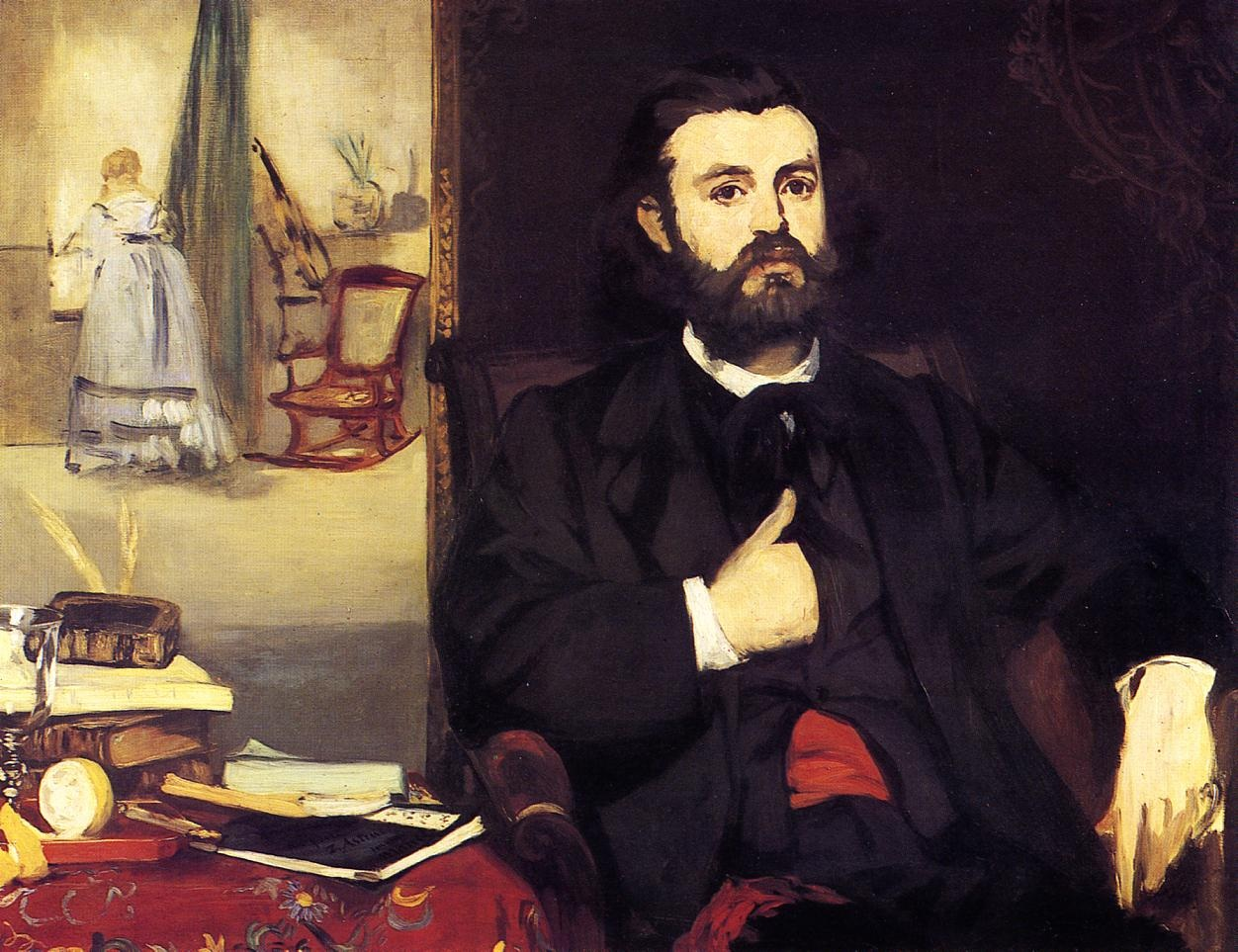
إدوارد مانيه، صورة زاكاري أستروك 1866، القاعدة الفنية في بريمن . كان مدافعًا قويًا عن غوستاف كوربيه، وكان من أوائل من أدركوا موهبة إدوارد مانيه. كما دافع عن كلود مونيه وجيمس مكنيل ويسلر وكارولوس دوران وفانتين لاتور وألفونس ليجروس .
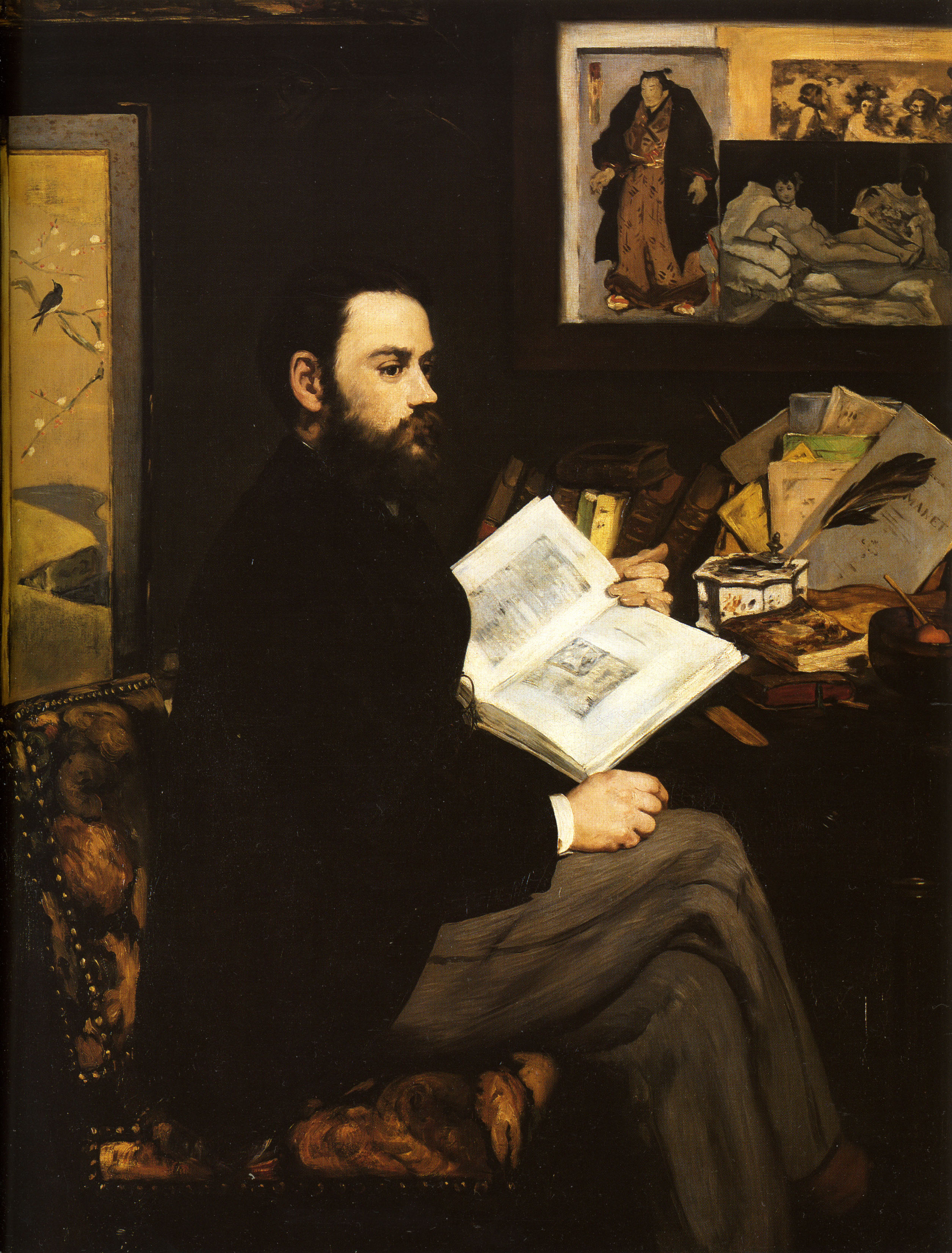
إدوارد مانيه ، صورة لإميل زولا، 1868، متحف أورسيه. كان إميل زولا (1840-1902) كاتبًا فرنسيًا مؤثرًا وناقدًا فنيًا. كان شخصية رئيسية في تبرئة ضابط الجيش المُدان ألفريد دريفوس.
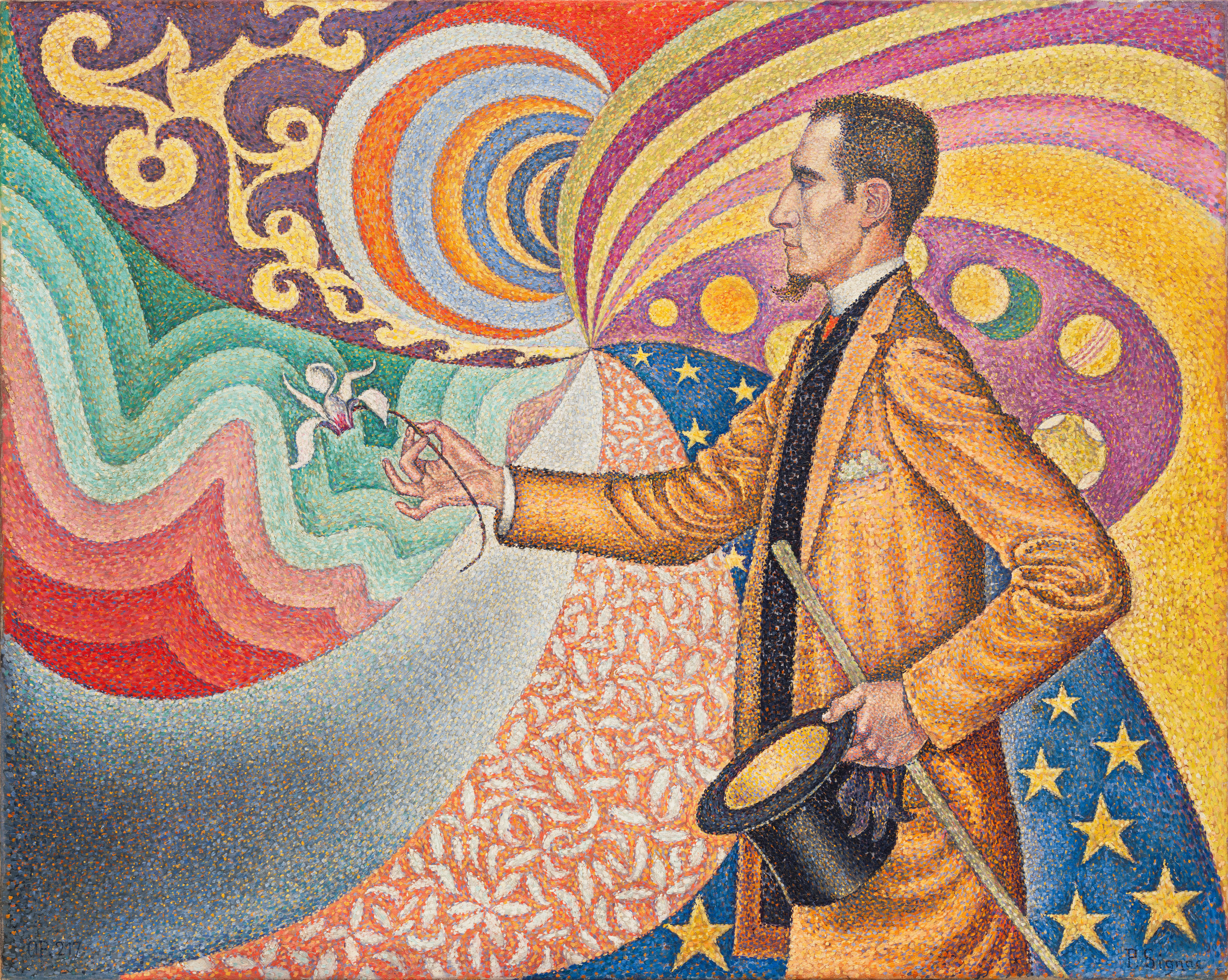
بول سينياك، ناقد الفني في باريس، صاغ مصطلح "الانطباعية الجديدة " عام 1886.
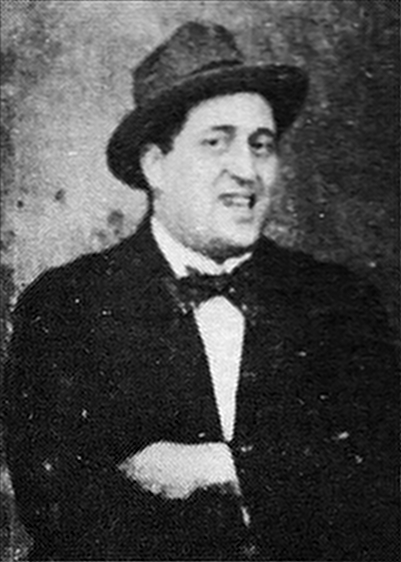
غيوم أبولينير (1880-1918) ، 1914 ، الشاعر والكاتب والناقد الفني الفرنسي الذي ينسب إليه الفضل في صياغة كلمة السريالية
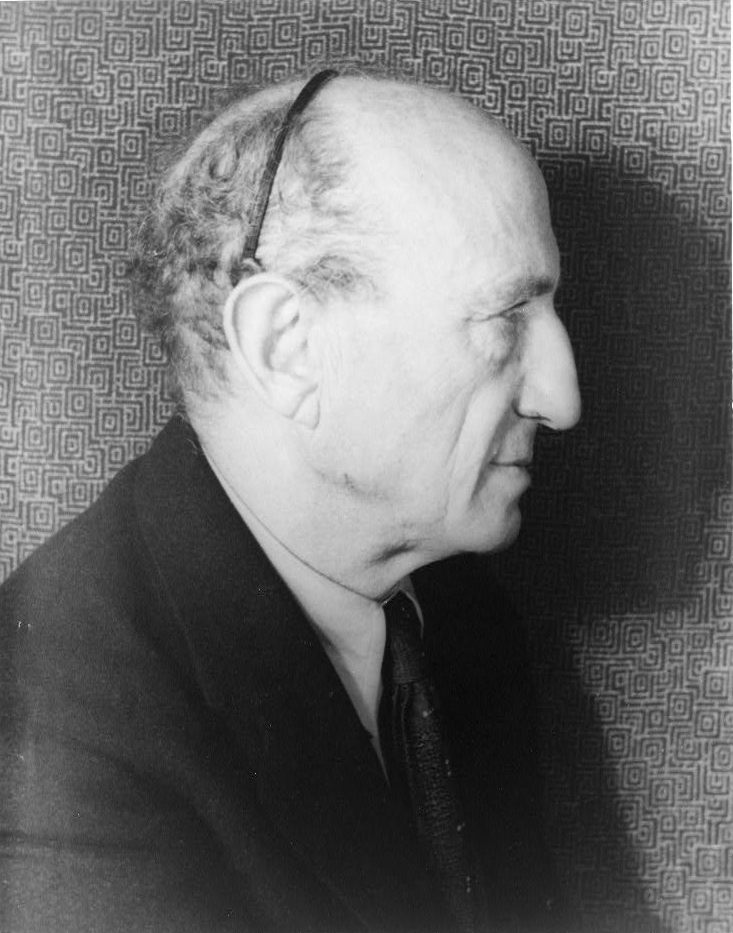
ليو شتاين (1872-1947)، جامع وناقد فني، الأخ الأكبر لجيرترود شتاين. تصوير كارل فان فيختن، 9 نوفمبر 1937

## روابط خارجية
- نسخة صوتية جيدة لندوة النقد الفني المعاصر (2007) بعنوان «التعاطف والنقد» برعاية مؤسسة Frieze